# 大手川 (京都府)
大手川（おおてがわ）は、京都府宮津市を流れる二級河川。大手川水系の本流である。流路長は約10km、流域面積は27.6km2。ほぼ南から北に向かって流れて日本海に注ぐ。直線状の宮津谷を形成し、下流域には宮津市街地が発達している。

## 地理
丹後半島東側の付け根に位置する京都府宮津市小田に端を発して北に流れる。源流は普甲峠に近い。上流部・中流部では流域を京都丹後鉄道宮福線が走っている。中流部の流域には水田が広がっており、宮津市今福で今福川を集める。
山陰近畿自動車道が大手川を垂直に超えると、京都府立宮津高等学校の近くで滝馬川（たきばがわ）を集める。滝馬川の上流部には幅約20メートル・高さ約40メートルの金引の滝があり、日本の滝100選に選定されている。河谷に沿って京都丹後鉄道宮豊線や京都府道9号綾部大江宮津線が走っている。
京都丹後鉄道を越えると宮津市街地に入る。下流部の沿岸には宮津市立宮津小学校、宮津市役所、宮津簡易裁判所、旧宮津市立図書館、宮津市立前尾記念文庫などがある。河口部の埋め立て地には宮津会館やみやづ歴史の館があり、これらの施設の東側で日本海の宮津湾に注いでいる。

### 支流
- 今福川[1]
- 滝馬川[1]

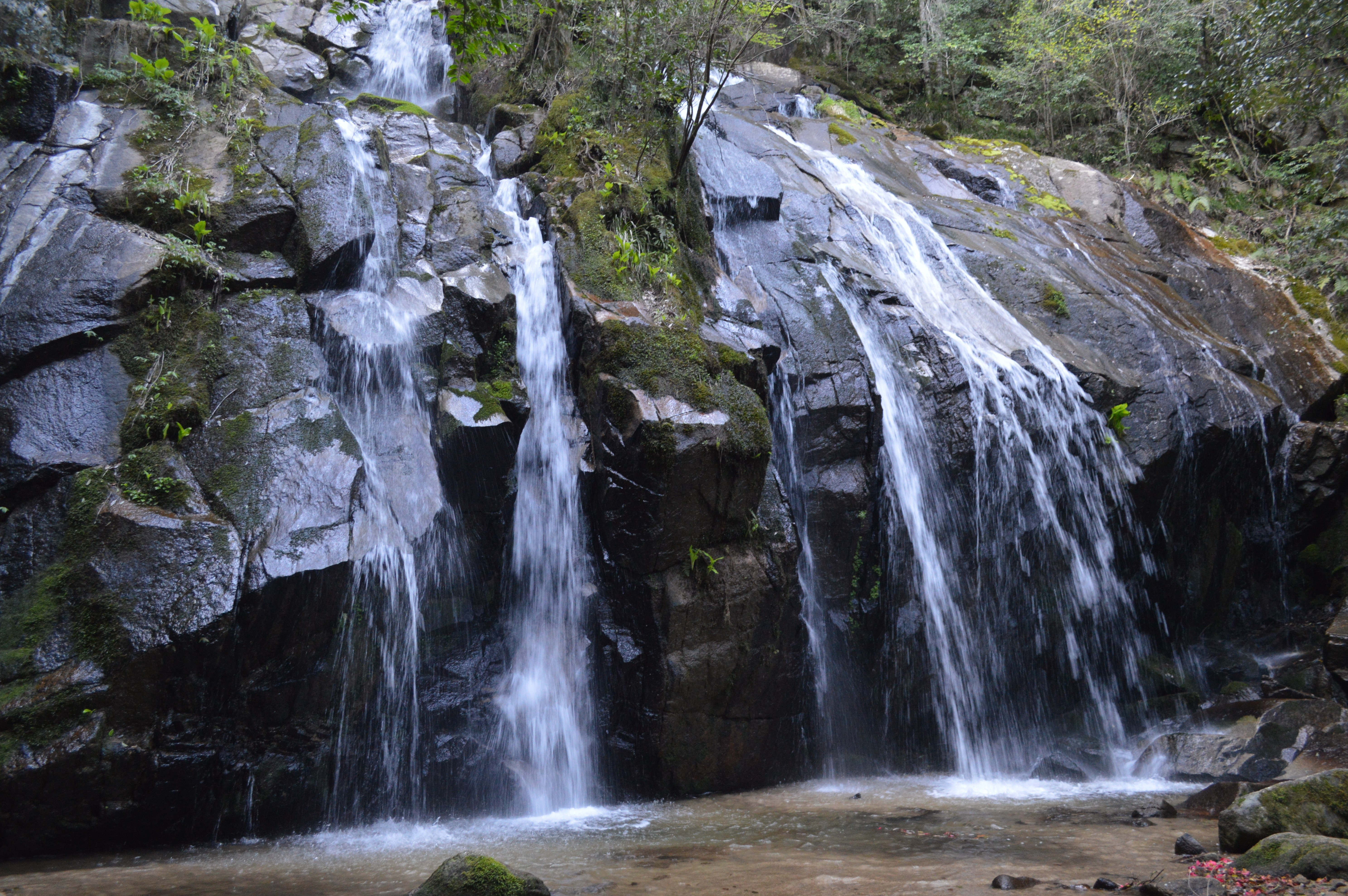
支流の滝馬川にある金引の滝
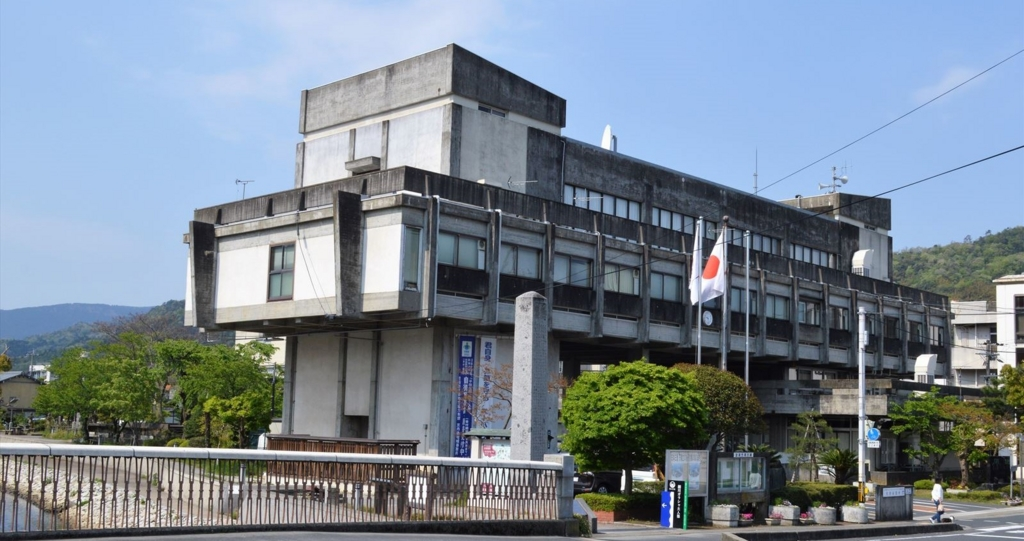
大手橋越しに見た宮津市役所

## 歴史

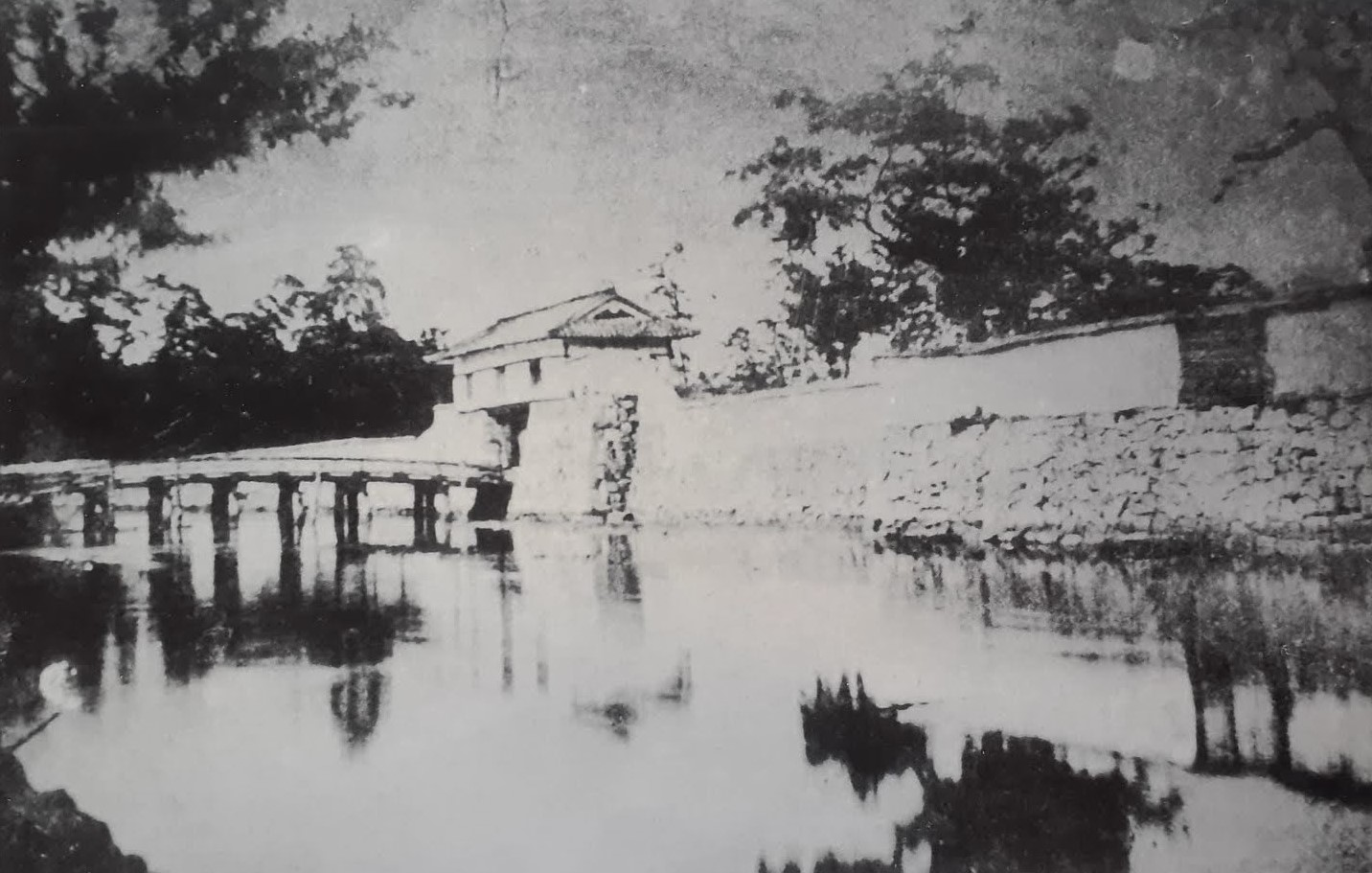
大手川と宮津城の大手門（明治初期）

近世以前には宮津川と呼ばれていた上に、流路も現在とは異なっていた。近世以前には滝馬川との合流点近くにある舟山まで遡行が可能だった。近世の大手川河口部には宮津城（鶴賀城）が築かれた。宮津城は大手川の東岸（右岸）に位置しており、大手川は天然の外堀の役目を果たしていた。
江戸時代には京口橋付近まで通船が可能だったが、1907年（明治40年）の水害以後には土砂の堆積によって小舟の遡行もままならなくなり、太平洋戦争後には河口部がまったくの浅瀬となってしまった。かつては初春のイサザ捕りが風物詩であった。

### 災害史
2004年（平成16年）10月20日には平成16年台風第23号で大手川が氾濫し、浸水面積約170ヘクタール、浸水戸数2485戸（床上浸水1585戸・床下浸水900戸）の大規模な浸水被害が発生した。宮津高校付近では水深1メートル程の浸水が起こり、車がゴミのように水没した。この豪雨の降水量は宮津市岩戸で298ミリ、宮津市上世屋で385ミリにも達している。
このため激甚災害対策特別緊急事業が行われ、6年に及ぶ長期間の工事の結果、2011年（平成23年）7月30日に山田啓二京都府知事などを招いた竣工式が行われた。事業費は約132億円であり、激甚災害対策以外の事業も含めると約160億円にのぼった。京都府での激甚災害法指定は城陽市の古川に次いで2例目である。

## 橋梁

### 大手橋

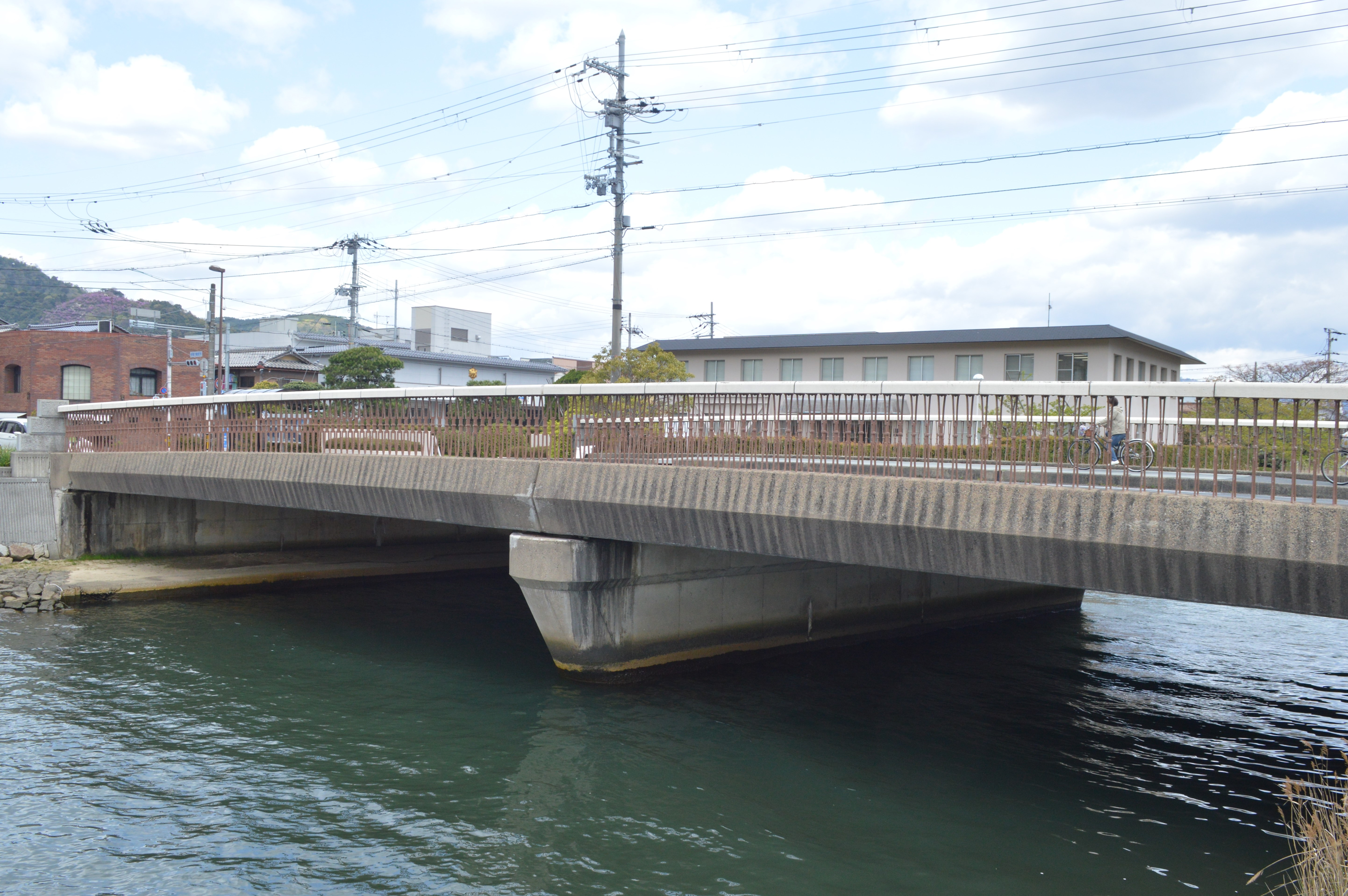
大手橋

宮津市役所の脇には京都府道606号宮津停車場線の大手橋が架かっており、宮津市本町と宮津市鶴賀を隔てている。大手橋からさらに下流には国道178号の新大手橋が架かっている。
宮津城の大手門に面するようになったことから大手川と呼ばれるようになり、かつては東岸（右岸）の宮津城と西岸（左岸）の城下町をつないでいた。寛文7年（1667年）の宮津城修覆絵図並目録によると、桁行12間、幅3間、橋脚は石造、欄干は木造だった。
『与謝郡誌』には明治初期に撮影された大手橋の写真が掲載されている。1884年（明治17年）6月、木橋だった大手橋の東詰に与謝郡役所が設置され、奥三郡（中郡・竹野郡・熊野郡）や舞鶴町方面との交通が活発になると、大手橋を通る北国街道が整備された。1886年（明治19年）、栗田トンネル開通の際に切り出された花崗岩の余材で石橋のめがね橋にかけ替えられ、「丹後の宮津に過ぎたるものは、波路のトンネル（栗田トンネル） めがね橋（大手橋）」と歌われた。かけ替えは京都府の施工事業として行われたが、有志が710円の協力金を集めて不足した工事費に充てた。

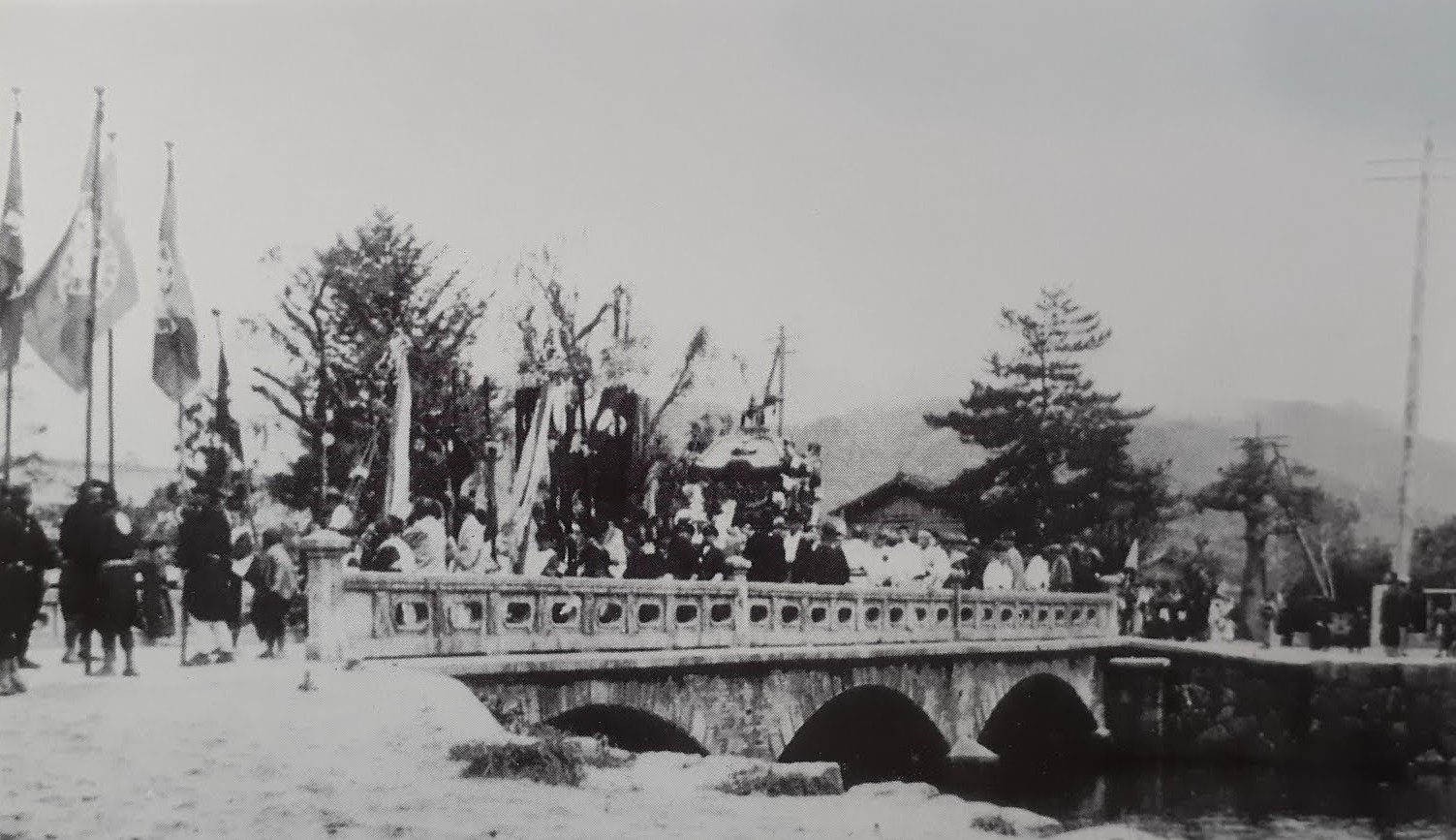
初代大手橋を渡る和貴宮神社の神輿（1912年）